# Ліга Європи УЄФА 2016—2017
Ліга Європи УЄФА 2016–2017 — восьмий розіграш щорічного футбольного клубного змагання, яке до зміни формату називалось «Кубок УЄФА». Фінальний матч відбувся в Сольні, Швеція на стадіоні «Френдз Арена». У вирішальному матчі турніру зійшлись нідерландський «Аякс» та англійський «Манчестер Юнайтед». Перемогу з рахунком 2:0 здобув «МЮ».

## Розподіл асоціацій
У Лізі Європи УЄФА 2016-17 візьмуть участь 189 команд з усіх 54 асоціацій членів УЄФА. Рейтинг асоціацій, оснований на таблиці коефіцієнтів УЄФА, використовується для визначення кількості команд-учасниць для кожної асоціації:
- Асоціації 1-51 (крім Ліхтенштейну) представлені трьома (3) командами
- Асоціації 52-53 представлені двома (2) командами
- Ліхтенштейн та Гібралтар представлені однією (1) командою
- А також 33 команди-невдахи Ліги чемпіонів УЄФА 2016-17 переходять в Лігу Європи

### Рейтинг асоціацій
Асоціації отримують місця у Лізі Європи УЄФА 2016-17 відповідно до таблиці коефіцієнтів УЄФА 2015 (з 2010 по 2015 рік).
Позначення:
- (ЛЄ) – вакантна путівка через те, що переможець Ліги Європи потрапив до Ліги чемпіонів

| Рейтинг | Асоціація  | Коеф.  | К-ть команд |
| ------- | ---------- | ------ | ----------- |
| 1       | Іспанія    | 99.999 | 3-1 (ЛЄ)    |
| 2       | Англія     | 80.391 | 3           |
| 3       | Німеччина  | 79.415 | 3           |
| 4       | Італія     | 70.510 | 3           |
| 5       | Португалія | 61.382 | 3           |
| 6       | Франція    | 52.416 | 3           |
| 7       | Росія      | 50.498 | 3           |
| 8       | Україна    | 45.166 | 3           |
| 9       | Нідерланди | 40.979 | 3           |
| 10      | Бельгія    | 37.200 | 3           |
| 11      | Швейцарія  | 34.375 | 3           |
| 12      | Туреччина  | 32.600 | 3           |
| 13      | Греція     | 31.900 | 3           |
| 14      | Чехія      | 29.125 | 3           |
| 15      | Румунія    | 26.299 | 3           |
| 16      | Австрія    | 25.675 | 3           |
| 17      | Хорватія   | 23.500 | 3           |
| 18      | Кіпр       | 22.300 | 3           |

| Рейтинг | Асоціація   | Коеф.  | К-ть команд |
| ------- | ----------- | ------ | ----------- |
| 19      | Польща      | 21.500 | 3           |
| 20      | Ізраїль     | 21.000 | 3           |
| 21      | Білорусь    | 20.750 | 3           |
| 22      | Данія       | 19.800 | 3           |
| 23      | Шотландія   | 17.900 | 3           |
| 24      | Швеція      | 17.725 | 3           |
| 25      | Болгарія    | 16.750 | 3           |
| 26      | Норвегія    | 14.375 | 3           |
| 27      | Сербія      | 13.875 | 3           |
| 28      | Словенія    | 13.625 | 3           |
| 29      | Азербайджан | 12.500 | 3           |
| 30      | Словаччина  | 11.250 | 3           |
| 31      | Угорщина    | 11.000 | 3           |
| 32      | Казахстан   | 10.375 | 3           |
| 33      | Молдова     | 10.000 | 3           |
| 34      | Грузія      | 9.375  | 3           |
| 35      | Фінляндія   | 8.200  | 3           |
| 36      | Ісландія    | 8.000  | 3           |

| Рейтинг | Асоціація            | Коеф. | К-ть команд |
| ------- | -------------------- | ----- | ----------- |
| 37      | Боснія і Герцеговина | 7.500 | 3           |
| 38      | Ліхтенштейн          | 6.000 | 1           |
| 39      | Македонія            | 5.875 | 3           |
| 40      | Ірландія             | 5.750 | 3           |
| 41      | Чорногорія           | 5.625 | 3           |
| 42      | Албанія              | 5.375 | 3           |
| 43      | Люксембург           | 5.125 | 3           |
| 44      | Північна Ірландія    | 4.875 | 3           |
| 45      | Литва                | 4.500 | 3           |
| 46      | Латвія               | 4.250 | 3           |
| 47      | Мальта               | 4.208 | 3           |
| 48      | Естонія              | 3.500 | 3           |
| 49      | Фарерські острови    | 3.500 | 3           |
| 50      | Уельс                | 2.875 | 3           |
| 51      | Вірменія             | 2.750 | 3           |
| 52      | Андорра              | 0.833 | 2           |
| 53      | Сан-Марино           | 0.499 | 2           |
| 54      | Гібралтар            | 0.250 | 1           |
| 55      | Косово[KOS]          | 0.000 | 0           |

Примітка
1. ^ Косово стало членом УЄФА 3 травня 2016 року.[3] УЄФА вирішила, що володар кубка Косова зможе взяти участь у розіграші Ліги Європи 2016-17, якщо відповідатиме критеріям відповідно до статті 15 УЄФА з ліцензування клубів і фінансового Fair Play. Ця оцінка буде проведена адміністрацією УЄФА до 31 травня 2016 року.[4]

### Розподіл за раундами
|                                          | Команди, що починають з цього раунду | Команди, що вийшли з попереднього раунду                  | Команди, що вибули з Ліги Чемпіонів                                                |
| ---------------------------------------- | --- | --------------------------------------------------------- | ---------------------------------------------------------------------------------- |
| Перший кваліфікаційний раунд (98 команд) | - 28 володарів кубків асоціацій 27-54 - 35 клубів, що посіли другі місця в асоціаціях 18-53 (крім Ліхтенштейну) - 35 клубів, що посіли треті місця в асоціаціях 16-51 (крім Ліхтенштейну) |                                                           |                                                                                    |
| Другий кваліфікаційний раунд (66 команд) | - 9 володарів кубків асоціацій 18-26 - 2 клуби, що посіли другі місця в асоціаціях 16-17 - 6 клубів, що посіли четверті місця в асоціаціях 10-15 | - 49 переможців першого кваліфікаційного раунду           |                                                                                    |
| Третій кваліфікаційний раунд (58 команд) | - 5 володарів кубків асоціацій 13-17 - 9 клубів, що посіли треті місця в асоціаціях 7-15 - 5 клубів, що посіли четверті місця в асоціаціях 5-9 - 3 клуби, що посіли п'яті місця в асоціаціях 4-6 (Володар кубка ліги для Франції) - 3 клуби, що посіли шості місця в асоціаціях 1-3 (Володар кубка ліги для Англії) | - 33 переможці другого кваліфікаційного раунду            |                                                                                    |
| Раунд плей-оф (44 команди)               | | - 29 переможців третього кваліфікаційного раунду          | - 15 клубів, які вибули після третього кваліфікаційного раунду Ліги чемпіонів УЄФА |
| Груповий етап (48 команд)                | - 12 володарів кубків асоціацій 1-12 - 1 клуб, що посів четверте місця в асоціації 4 - 3 клуби, що посіли п'яті місця в асоціаціях 1-3 | - 22 переможці раунду плей-оф                             | - 10 клубів, які вибули після раунду плей-оф Ліги чемпіонів УЄФА                   |
| Плей-оф (32 команди)                     | | - 24 команди, що посіли перші два місця в груповому етапі | - 8 команд, що посіли треті місця в груповому етапі Ліги чемпіонів УЄФА            |

### Список учасників
Теги в дужках вказують на те, як команда потрапила в турнір:
- ПК: переможець національного кубка
- 2-е, 3-є, 4-е, і т. д.: позиція в чемпіонаті
- ПП: переможці післясезонного європейського плей-оф
- ЛЧ: команди, що вибули з Ліги чемпіонів
  - ГР: груповий етап
  - П-О: раунд плей-оф
  - 3КР: 3-й кваліфікаційний раунд

| 1/16 фіналу                      | 1/16 фіналу                 | 1/16 фіналу                 | 1/16 фіналу                  |
| -------------------------------- | --------------------------- | --------------------------- | ---------------------------- |
| Тоттенгем Готспур (ЛЧ ГР)        | Ліон (ЛЧ ГР)                | Бешікташ (ЛЧ ГР)            | Копенгаген (ЛЧ ГР)           |
| Боруссія (Менхенгладбах) (ЛЧ ГР) | Ростов (ЛЧ ГР)              | Легія (ЛЧ ГР)               | Лудогорець (ЛЧ ГР)           |
| Груповий етап                    |                             |                             |                              |
| Атлетік (5-е)                    | Фіорентіна (5-е)            | Цюрих (ПК)                  | Стяуа (ЛЧ П-О)               |
| Сельта (6-е)                     | Брага (ПК)                  | Коньяспор (3-є)[Прим TUR]   | Ред Булл (ЛЧ П-О)            |
| Манчестер Юнайтед (ПК)           | Ніцца (4-е)                 | Вільярреал (ЛЧ П-О)         | АПОЕЛ (ЛЧ П-О)               |
| Саутгемптон (6-е)                | Зеніт (ПК)                  | Рома (ЛЧ П-О)               | Хапоель (Беер-Шева) (ЛЧ П-О) |
| Шальке 04 (5-е)                  | Зоря (4-е)[Прим UKR]        | Аякс (ЛЧ П-О)               | Дандолк (ЛЧ П-О)             |
| Майнц 05 (6-е)                   | Феєнорд (ПК)                | Янг Бойз (ЛЧ П-О)           |                              |
| Інтер (4-е)                      | Стандард (ПК)               | Вікторія (ЛЧ П-О)           |                              |
| Раунд плей-оф                    |                             |                             |                              |
| Шахтар (ЛЧ 3КР)                  | ПАОК (ЛЧ 3КР)               | Русенборг (ЛЧ 3КР)          | Астана (ЛЧ 3КР)              |
| Андерлехт (ЛЧ 3КР)               | Спарта (ЛЧ 3КР)             | Црвена Звезда (ЛЧ 3КР)      | Динамо (Тбілісі) (ЛЧ 3КР)    |
| Фенербахче (ЛЧ 3КР)              | Астра (ЛЧ 3КР)              | Карабах (ЛЧ 3КР)            | Партизані (ЛЧ 3КР)           |
| Олімпіакос (Пірей) (ЛЧ 3КР)      | БАТЕ (ЛЧ 3КР)               | Тренчин (ЛЧ 3КР)            |                              |
| Третій кваліфікаційний раунд     |                             |                             |                              |
| Вест Гем Юнайтед (7-е)           | Краснодар (4-е)             | Люцерн (3-є)                | Віїторул (5-е)[Прим ROU]     |
| Герта (7-е)                      | Спартак (Москва) (5-е)      | Істанбул ББ (4-е)[Прим TUR] | Рапід (2-е)                  |
| Сассуоло (6-е)                   | Ворскла (5-е)               | АЕК (ПК)                    | Рієка (2-е)                  |
| Ароука (5-е)                     | Олександрія (6-е)[Прим UKR] | Панатінаїкос (3-є)          | Аполлон (ПК)                 |
| Ріу Аве (6-е)                    | АЗ (4-е)                    | Млада Болеслав (ПК)         |                              |
| Лілль (5-е)                      | Гераклес (ПП)               | Слован (3-є)                |                              |
| Сент-Етьєн (6-е)                 | Гент (3-є)                  | Пандурій (3-є)              |                              |
| Другий кваліфікаційний раунд     |                             |                             |                              |
| Генк (ПП)                        | КСМС Ясси (7-е)[Прим ROU]   | Торпедо-БелАЗ (ПК)          | Стремсгодсет (2-е)           |
| Грассгоппер (4-е)                | Аустрія (3-є)               | Сеннер'юск (2-е)            | Партизан (ПК)                |
| Османлиспор (5-е)[Прим TUR]      | Хайдук (3-є)                | Гіберніан (ПК)              | Марибор (ПК)                 |
| ПАС Яніна (6-е)[Прим GRE]        | П'яст (2-е)                 | Геккен (ПК)                 |                              |
| Славія (5-е)                     | Маккабі (Хайфа) (ПК)        | Левскі (2-е)[Прим BUL]      |                              |
| Перший кваліфікаційний раунд     |                             |                             |                              |
| Адміра (4-е)                     | Габала (3-є)                | Радник (ПК)                 | Судува (4-е)                 |
| Локомотива (4-е)                 | Кяпаз (5-е)[Прим AZE]       | Слобода (Тузла) (2-е)       | Єлгава (ПК)                  |
| АЕК (2-е)                        | Нефтчі (6-е)[Прим AZE]      | Широкі Брієг (3-є)          | Вентспілс (3-є)              |
| Омонія (4-е)                     | Слован (Братислава) (2-е)   | Вадуц (ПК)                  | Спартакс (5-е)[Прим LVA]     |
| Заглембє (3-є)                   | Спартак (Миява) (3-є)       | Шкендія (ПК)                | Гіберніанс (2-е)             |
| Краковія (4-е)                   | Спартак (Трнава) (4-е)      | Сілекс (3-є)                | Біркіркара (3-є)             |
| Маккабі (Тель-Авів) (2-е)        | Відеотон (2-е)              | Работнічкі (4-е)            | Бальцан (4-е)[Прим MLT]      |
| Бейтар (3-є)                     | Дебрецен (3-є)              | Корк Сіті (2-е)             | Левадія (2-е)                |
| Динамо (Мінськ) (2-е)            | МТК (4-е)                   | Шемрок Роверс (3-є)         | Нимме Калью (3-є)            |
| Шахтар (3-є)                     | Кайрат (ПК)                 | Сент-Патрікс (4-е)          | Інфонет (4-е)                |
| Мідтьюлланн (3-є)                | Актобе (3-є)                | Рудар (ПК)                  | Вікінгур (ПК)                |
| Брондбю (4-е)                    | Ордабаси (4-е)              | Будучност (2-е)             | НСІ Рунавік (2-е)            |
| Абердин (2-е)                    | Заря (ПК)                   | Бокель (4-е)                | ГБ Торсгавн (4-е)            |
| Гарт оф Мідлотіан (3-є)          | Дачія (2-е)                 | Кукесі (ПК)                 | Бала Таун (2-е)              |
| Гетеборг (2-е)                   | Зімбру (3-є)                | Партизані (2-е)[Прим ALB]   | Лландидно (3-є)              |
| АІК (3-є)                        | Самтредія (2-е)             | Теута (4-е)                 | Коннаг'с Куей Номандс (ПП)   |
| Бероє (3-є)                      | Діла (3-є)                  | Фола (2-е)                  | Бананц (ПК)                  |
| Славія (4-е)[Прим BUL]           | Чихура (4-е)                | Діфферданж 03 (3-є)         | Ширак (2-е)                  |
| Стабек (3-є)                     | Марієгамн (ПК)              | Женесс (4-е)                | Пюнік (3-є)                  |
| Одд (4-е)                        | РоПС (2-е)                  | Гленавон (ПК)               | УЕ Санта-Колома (ПК)         |
| Чукарички (3-є)                  | ГІК (3-є)                   | Лінфілд (2-е)               | Лузітанос (2-е)              |
| Воєводина (4-е)                  | Валюр (ПК)                  | Кліфтонвілль (ПП)           | Ла Фіоріта (ПК)              |
| Домжале (3-є)                    | Брєйдаблік (2-е)            | Тракай (2-е)                | Фольгоре/Фальчано (3-є)      |
| Горіца (4-е)                     | Рейк'явік (3-є)             | Атлантас (3-є)              | Юероп (2-е)                  |

Примітки
1. ^ Азербайджан (AZE): Зіра, що посіла 2-е місце в Чемпіонаті Азербайджану з футболу 2015—2016, та Інтер, що посів 4-е місце, кваліфікувалися до першого кваліфікаційного раунду, але Зіра не отримала ліцензію від УЄФА, тому що клуб існує професійно протягом менше трьох сезонів[7][8], а Інтер був виключений з участі в єврокубках сезону 2016—2017 Органом УЄФА з Фінансового Контролю Клубів.[9] Отже, путівки надані Кяпазу, що посів 5-е місце, та Нефтчі, що посів 6-е місце.
2. ^ Албанія (ALB): Партизані був переведений до другого кваліфікаційного раунду Ліги чемпіонів після виключення Скендербеу через договірні матчі.[10]
3. ^ Болгарія (BUL): ЦСКА, переможець Кубка Болгарії з футболу 2015—2016, кваліфікувався до другого кваліфікаційного раунду, але був виключений з участі в єврокубках сезону 2016—2017 Органом УЄФА з Фінансового Контролю Клубів.[11] Отже, Левскі, що посів 2-е місце в Професіональній футбольній групі А 2015–2016, братиме участь в другому кваліфікаційному раунді замість першого кваліфікаційного раунду, а путівка в перший кваліфікаційний раунд надана Славії, що посіла 4-е місце.
4. ^ Греція (GRE): Паніоніос, що посів 5-е місце в Грецькій Суперлізі 2015—2016, кваліфікувався до другого кваліфікаційного раунду, але був виключений УЄФА з участі в єврокубках сезону 2016—2017 з фінансових причин.[12] Отже, путівка надана ПАС Яніна, що посів 6-е місце.
5. ^ Латвія (LVA): Сконто, що посів 2-е місце в Латвійській футбольній Вищій лізі 2015, кваліфікувався до першого кваліфікаційного раунду, але не отримав ліцензію від УЄФА.[13][14] Отже, путівка надана Спартаксу, що посів 5-е місце.
6. ^ Мальта (MLT): Сліма Вондерерс, переможець Кубка Мальти з футболу 2015—2016, кваліфікувався до першого кваліфікаційного раунду, але не отримав ліцензію від УЄФА. Отже, путівка надана Бальцану, що посів 4-е місце в Чемпіонаті Мальти з футболу 2015—2016.[15]
7. ^ Румунія (ROU): Клуж, переможець Кубка Румунії з футболу 2015—2016, кваліфікувався до третього кваліфікаційного раунду, але не отримав ліцензію від УЄФА після подання про неспроможність у 2015 році.[16][17] Динамо, що посів 4-е місце в Лізі I 2015—2016, кваліфікувався до другого кваліфікаційного раунду, але не отримав ліцензію від УЄФА після подання про неспроможність у 2014 році.[18][19] Отже, путівка в третій кваліфікаційний раунд надана Віїторулу, що посів 5-е місце, а путівка в другий кваліфікаційний раунд надана КСМС Ясси, що посів 7-е місце, через те, що Тиргу-Муреш, що посів 6-е місце, був виключений з участі в єврокубках сезону 2016—2017 Органом УЄФА з Фінансового Контролю Клубів.[9][17][20]
8. ^ Туреччина (TUR): Галатасарай, переможець Кубка Туреччини з футболу 2015—2016, кваліфікувався до групового етапу, але був виключений з участі в єврокубках сезону 2016—2017 Органом УЄФА з Фінансового Контролю Клубів.[21] Отже, Коньяспор, що посів 3-є місце в Чемпіонаті Туреччини з футболу 2015—2016, братиме участь в груповому етапі замість третього кваліфікаційного раунду, Істанбул ББ, що посів 4-е місце, братиме участь в третьому кваліфікаційному раунді замість другого кваліфікаційного раунду, а путівка в другий кваліфікаційний раунд надана Османлиспору, що посів 5-е місце.
9. ^ Україна (UKR): Дніпро, що посів 3-є місце в Чемпіонаті України з футболу 2015—2016, кваліфікувався до групового етапу, але був виключений з участі в єврокубках сезону 2016—2017 Органом УЄФА з Фінансового Контролю Клубів.[9] Отже, Зоря, що посіла 4-е місце, братиме участь в груповому етапі замість третього кваліфікаційного раунду, а путівка в третій кваліфікаційний раунд надана Олександрії, що посіла 6-е місце.

## Розклад матчів і жеребкувань
Всі жеребкування пройдуть у штаб-квартирі УЄФА в Ньйоні, Швейцарія, якщо не вказано інше.
| Фаза                    | Раунд                        | Жеребкування            | Перший матч                              | Матч-відповідь                           |
| ----------------------- | ---------------------------- | ----------------------- | ---------------------------------------- | ---------------------------------------- |
| Кваліфікація            | Перший кваліфікаційний раунд | 20 червня 2016          | 30 червня 2016                           | 7 липня 2016                             |
| Кваліфікація            | Другий кваліфікаційний раунд | 20 червня 2016          | 14 липня 2016                            | 21 липня 2016                            |
| Кваліфікація            | Третій кваліфікаційний раунд | 15 липня 2016           | 28 липня 2016                            | 4 серпня 2016                            |
| Кваліфікаційний плей-оф | Раунд плей-оф                | 5 серпня 2016           | 18 серпня 2016                           | 25 серпня 2016                           |
| Груповий турнір         | Тур 1                        | 26 серпня 2016 (Монако) | 15 вересня 2016                          | 15 вересня 2016                          |
| Груповий турнір         | Тур 2                        | 26 серпня 2016 (Монако) | 29 вересня 2016                          | 29 вересня 2016                          |
| Груповий турнір         | Тур 3                        | 26 серпня 2016 (Монако) | 20 жовтня 2016                           | 20 жовтня 2016                           |
| Груповий турнір         | Тур 4                        | 26 серпня 2016 (Монако) | 3 листопада 2016                         | 3 листопада 2016                         |
| Груповий турнір         | Тур 5                        | 26 серпня 2016 (Монако) | 24 листопада 2016                        | 24 листопада 2016                        |
| Груповий турнір         | Тур 6                        | 26 серпня 2016 (Монако) | 8 грудня 2016                            | 8 грудня 2016                            |
| Плей-оф                 | 1/16 фіналу                  | 12 грудня 2016          | 16 лютого 2017                           | 23 лютого 2017                           |
| Плей-оф                 | 1/8 фіналу                   | 24 лютого 2017          | 9 березня 2017                           | 16 березня 2017                          |
| Плей-оф                 | Чвертьфінал                  | 17 березня 2017         | 13 квітня 2017                           | 20 квітня 2017                           |
| Плей-оф                 | Півфінал                     | 21 квітня 2017          | 4 травня 2017                            | 11 травня 2017                           |
| Плей-оф                 | Фінал                        | 21 квітня 2017          | 24 травня 2017 на «Френдз Арена», Сольна | 24 травня 2017 на «Френдз Арена», Сольна |

## Кваліфікація
У кваліфікаційних раундах і плей-оф команди розподіляються на сіяні та несіяні відповідно до їхнього рейтингу у таблиці коефіцієнтів УЄФА—2016, за якими проводиться жеребкування, що розподіляє пари у двоматчевому протистоянні. Команди з однієї країни не грають одна з одною.

### Перший кваліфікаційний раунд
Жеребкування відбулося 20 червня 2016 року у швейцарському Ньйоні. Перші матчі відбулися 28 та 30 червня 2016 року, матчі-відповіді 5-7 липня 2016 року.
| Команда 1             | Заг.           | Команда 2           | 1-й матч | 2-й матч  |
| --------------------- | -------------- | ------------------- | -------- | --------- |
| Мідтьюлланн           | 2:0            | Судува              | 1:0      | 1:0       |
| Гарт оф Мідлотіан     | 6:3            | Інфонет             | 2:1      | 4:2       |
| Коннаг'с Куей Номандс | 1:0            | Стабек              | 0:0      | 1:0       |
| Вентспілс             | 4:0            | Вікінгур            | 2:0      | 2:0       |
| Лінфілд               | 1:2            | Корк Сіті           | 0:1      | 1:1       |
| Левадія               | 3:1            | ГБ Торсгавн         | 1:1      | 2:0       |
| Атлантас              | 1:3            | ГІК                 | 0:2      | 1:1       |
| Гетеборг              | 7:1            | Лландидно           | 5:0      | 2:1       |
| Сент-Патрікс          | 2:2 (ч)        | Женесс              | 1:0      | 1:2       |
| Рейк'явік             | 8:1            | Гленавон            | 2:1      | 6:0       |
| Шемрок Роверс         | 1:3            | РоПС                | 0:2      | 1:1       |
| Валюр                 | 1:10           | Брондбю             | 1:4      | 0:6       |
| Абердин               | 3:2            | Фола                | 3:1      | 0:1       |
| Тракай                | 3:5            | Нимме Калью         | 2:1      | 1:4       |
| Динамо (Мінськ)       | 4:1            | Спартакс            | 2:1      | 2:0       |
| Брєйдаблік            | 4:5            | Єлгава              | 2:3      | 2:2       |
| НСІ Рунавік           | 0:7            | Шахтар              | 0:2      | 0:5       |
| АІК                   | 4:0            | Бала Таун           | 2:0      | 2:0       |
| Діфферданж 03         | 1:3            | Кліфтонвілль        | 1:1      | 0:2       |
| Одд                   | 3:1            | Марієгамн           | 2:0      | 1:1       |
| Домжале               | 5:2            | Лузітанос           | 3:1      | 2:1       |
| Бокель                | 1:6            | Воєводина           | 1:1      | 0:5       |
| АЕК                   | 6:1            | Фольгоре/Фальчано   | 3:0      | 3:1       |
| Діла                  | 1:1 (пен. 1:4) | Ширак               | 1:0      | 0:1       |
| Широкі Брієг          | 1:3            | Біркіркара          | 1:1      | 0:2       |
| Відеотон              | 3:2            | Заря                | 3:0      | 0:2       |
| УЕ Санта-Колома       | 2:7            | Локомотива          | 1:3      | 1:4       |
| Юероп                 | 3:2            | Пюнік               | 2:0      | 1:2       |
| Чукарички             | 6:3            | Ордабаси            | 3:0      | 3:3       |
| Работнічкі            | 1:2            | Будучност           | 1:1      | 0:1       |
| Зімбру                | 3:3 (ч)        | Чихура              | 0:1      | 3:2       |
| Слобода (Тузла)       | 0:1            | Бейтар              | 0:0      | 0:1       |
| Кукесі                | 2:1            | Рудар               | 1:1      | 1:0       |
| Бальцан               | 2:3            | Нефтчі              | 0:2      | 2:1       |
| Адміра                | 4:3            | Спартак (Миява)     | 1:1      | 3:2       |
| Бероє                 | 2:0            | Радник              | 0:0      | 2:0       |
| Ла Фіоріта            | 0:7            | Дебрецен            | 0:5      | 0:2       |
| Вадуц                 | 5:2            | Сілекс              | 3:1      | 2:1       |
| Маккабі (Тель-Авів)   | 4:0            | Горіца              | 3:0      | 1:0       |
| Габала                | 6:3            | Самтредія           | 5:1      | 1:2       |
| Теута                 | 0:6            | Кайрат              | 0:1      | 0:5       |
| Спартак (Трнава)      | 6:0            | Гіберніанс          | 3:0      | 3:0       |
| Бананц                | 1:5            | Омонія              | 0:1      | 1:4 (дч)  |
| Шкендія               | 4:1            | Краковія            | 2:0      | 2:1       |
| Славія                | 1:3            | Заглембє            | 1:0      | 0:3       |
| Актобе                | 1:3            | МТК                 | 1:1      | 0:2       |
| Партизані             | -:+ [a]        | Слован (Братислава) | 0:0      | Скасовано |
| Кяпаз                 | 1:0            | Дачія               | 0:0      | 1:0       |

a Партизані замінив Скендербеу в другому кваліфікаційному раунді Ліги чемпіонів після його виключення через договірні матчі, тому Слован (Братислава) автоматично проходить до наступної стадії змагань.

### Другий кваліфікаційний раунд
Жеребкування відбулося 20 червня 2016 року. Перші матчі відбулися 14 липня, матчі-відповіді — 20-21 липня 2016 року.
| Команда 1           | Заг.           | Команда 2             | 1-й матч | 2-й матч |
| ------------------- | -------------- | --------------------- | -------- | -------- |
| Ширак               | 1:3            | Спартак (Трнава)      | 1:1      | 0:2      |
| Динамо (Мінськ)     | 2:1            | Сент-Патрікс          | 1:1      | 1:0      |
| Партизан            | 0:0 (пен. 3:4) | Заглембє              | 0:0      | 0:0      |
| Воєводина           | 3:1            | Коннаг'с Куей Номандс | 1:0      | 2:1      |
| Маккабі (Хайфа)     | 2:2 (пен. 3:5) | Нимме Калью           | 1:1      | 1:1      |
| Гіберніан           | 1:1 (пен. 3:5) | Брондбю               | 0:1      | 1:0      |
| Шахтар              | 2:3            | Домжале               | 1:1      | 1:2      |
| Аустрія             | 5:1            | Кукесі                | 1:0      | 4:1      |
| МТК                 | 1:4            | Габала                | 1:2      | 0:2      |
| Бероє               | 1:2            | ГІК                   | 1:1      | 0:1      |
| РоПС                | 1:4            | Локомотива            | 1:1      | 0:3      |
| Нефтчі              | 0:1            | Шкендія               | 0:0      | 0:1      |
| Рейк'явік           | 4:5            | Грассгоппер           | 3:3      | 1:2      |
| Мідтьюлланн         | 5:2            | Вадуц                 | 3:0      | 2:2      |
| Зімбру              | 2:7            | Османлиспор           | 2:2      | 0:5      |
| ПАС Яніна           | 4:3            | Одд                   | 3:0      | 1:3 (дч) |
| Біркіркара          | 2:1            | Гарт оф Мідлотіан     | 0:0      | 2:1      |
| Марибор             | 1:1 (ч)        | Левскі                | 0:0      | 1:1      |
| П'яст               | 0:3            | Гетеборг              | 0:3      | 0:0      |
| Слован (Братислава) | 0:3            | Єлгава                | 0:0      | 0:3      |
| Бейтар              | 3:3 (ч)        | Омонія                | 1:0      | 2:3      |
| Адміра              | 3:0            | Кяпаз                 | 1:0      | 2:0      |
| Абердин             | 4:0            | Вентспілс             | 3:0      | 1:0      |
| Геккен              | 1:2            | Корк Сіті             | 1:1      | 0:1      |
| Кайрат              | 2:3            | Маккабі (Тель-Авів)   | 1:1      | 1:2      |
| Дебрецен            | 1:3            | Торпедо-БелАЗ         | 1:2      | 0:1      |
| КСМС Ясси           | 3:4            | Хайдук                | 2:2      | 1:2      |
| Відеотон            | 3:1            | Чукарички             | 2:0      | 1:1      |
| Кліфтонвілль        | 2:5            | АЕК                   | 2:3      | 0:2      |
| АІК                 | 2:0            | Юероп                 | 1:0      | 1:0      |
| Левадія             | 3:3 (ч)        | Славія                | 3:1      | 0:2      |
| Генк                | 2:2 (пен. 4:2) | Будучност             | 2:0      | 0:2      |
| Сеннер'юск          | 4:3            | Стремсгодсет          | 2:1      | 2:2 (дч) |

### Третій кваліфікаційний раунд
Жеребкування відбулося 15 липня 2016 року. Перші матчі відбулися 28 липня, матчі-відповіді — 3-4 серпня 2016 року.
| Команда 1     | Заг.           | Команда 2           | 1-й матч | 2-й матч |
| ------------- | -------------- | ------------------- | -------- | -------- |
| Локомотива    | 3:2            | Ворскла             | 0:0      | 3:2      |
| Сент-Етьєн    | 1:0            | АЕК                 | 0:0      | 1:0      |
| АЕК           | 2:1            | Спартак (Москва)    | 1:1      | 1:0      |
| Пандурій      | 2:5            | Маккабі (Тель-Авів) | 1:3      | 1:2      |
| Воєводина     | 3:1            | Динамо (Мінськ)     | 1:1      | 2:0      |
| Заглембє      | 2:3            | Сеннер'юск          | 1:2      | 1:1      |
| Люцерн        | 1:4            | Сассуоло            | 1:1      | 0:3      |
| Славія        | 1:1 (ч)        | Ріу Аве             | 0:0      | 1:1      |
| Біркіркара    | 1:6            | Краснодар           | 0:3      | 1:3      |
| АЗ            | 3:1            | ПАС Яніна           | 1:0      | 2:1      |
| Єлгава        | 1:4            | Бейтар              | 1:1      | 0:3      |
| Аустрія       | 1:1 (пен. 5:4) | Спартак (Трнава)    | 0:1      | 1:0      |
| Панатінаїкос  | 3:0            | АІК                 | 1:0      | 2:0      |
| Османлиспор   | 3:0            | Нимме Калью         | 1:0      | 2:0      |
| Абердин       | 1:2            | Марибор             | 1:1      | 0:1      |
| Лілль         | 1:2            | Габала              | 1:1      | 0:1      |
| Олександрія   | 1:6            | Хайдук              | 0:3      | 1:3      |
| Герта         | 2:3            | Брондбю             | 1:0      | 1:3      |
| Істанбул ББ   | 2:2 (ч)        | Рієка               | 0:0      | 2:2      |
| Гераклес      | 1:1 (ч)        | Ароука              | 1:1      | 0:0      |
| Торпедо-БелАЗ | 0:3            | Рапід               | 0:0      | 0:3      |
| Генк          | 3:1            | Корк Сіті           | 1:0      | 2:1      |
| Шкендія       | 2:1            | Млада Болеслав      | 2:0      | 0:1      |
| Домжале       | 2:4            | Вест Гем Юнайтед    | 2:1      | 0:3      |
| Відеотон      | 1:2            | Мідтьюлланн         | 0:1      | 1:1 (дч) |
| Гетеборг      | 3:2            | ГІК                 | 1:2      | 2:0      |
| Адміра        | 1:4            | Слован              | 1:2      | 0:2      |
| Гент          | 5:0            | Віїторул            | 5:0      | 0:0      |
| Грассгоппер   | 5:4            | Аполлон             | 2:1      | 3:3 (дч) |

## Раунд плей-оф
Жеребкування відбулося 5 серпня 2016 року. Перші матчі відбулися 17-18 серпня, матчі-відповіді 25 серпня 2016 року.
| Команда 1           | Заг.           | Команда 2          | 1-й матч | 2-й матч |
| ------------------- | -------------- | ------------------ | -------- | -------- |
| Астана              | 4:2            | БАТЕ               | 2:0      | 2:2      |
| Ароука              | 1:3            | Олімпіакос (Пірей) | 0:1      | 1:2 (дч) |
| Мідтьюлланн         | 0:3            | Османлиспор        | 0:1      | 0:2      |
| Тренчин             | 2:4            | Рапід              | 0:4      | 2:0      |
| Локомотива          | 2:4            | Генк               | 2:2      | 0:2      |
| АЕК                 | 0:4            | Слован             | 0:1      | 0:3      |
| Динамо (Тбілісі)    | 0:5            | ПАОК               | 0:3      | 0:2      |
| Аустрія             | 4:2            | Русенборг          | 2:1      | 2:1      |
| Бейтар              | 1:2            | Сент-Етьєн         | 1:2      | 0:0      |
| Воєводина           | 0:3            | АЗ                 | 0:3      | 0:0      |
| Габала              | 3:2            | Марибор            | 3:1      | 0:1      |
| Славія              | 0:6            | Андерлехт          | 0:3      | 0:3      |
| Астра               | 2:1            | Вест Гем Юнайтед   | 1:1      | 1:0      |
| Фенербахче          | 5:0            | Грассгоппер        | 3:0      | 2:0      |
| Панатінаїкос        | 4:1            | Брондбю            | 3:0      | 1:1      |
| Краснодар           | 4:0            | Партизані          | 4:0      | 0:0      |
| Гент                | 6:1            | Шкендія            | 2:1      | 4:0      |
| Істанбул ББ         | 1:4            | Шахтар             | 1:2      | 0:2      |
| Сеннер'юск          | 2:3            | Спарта             | 0:0      | 2:3      |
| Сассуоло            | 4:1            | Црвена Звезда      | 3:0      | 1:1      |
| Гетеборг            | 1:3            | Карабах            | 1:0      | 0:3      |
| Маккабі (Тель-Авів) | 3:3 (пен. 4:3) | Хайдук             | 2:1      | 1:2      |

## Груповий етап
У груповому раунді беруть участь 48 команд: 16 команд, які автоматично потрапили в груповий етап, 22 переможці раунду плей-оф та 10 команд, які програли в раунді плей-оф Ліги Чемпіонів.
48 команд були розподілені за клубним рейтингом УЄФА 2016. За допомогою жеребкування команди були розподілені на 12 груп по 4 команди у кожній. Команди з однієї асоціації не можуть бути в одній групі.
У кожній групі команди грають одна з одною по 2 матчі: вдома та на виїзді (по круговій системі). Команди, що посіли перше та друге місця виходять у плей-оф.

### Група A
| Команда           | І | В | Н | П | ЗМ | ПМ | РМ | О  |
| ----------------- | - | - | - | - | -- | -- | -- | -- |
| Фенербахче        | 6 | 4 | 1 | 1 | 8  | 6  | +2 | 13 |
| Манчестер Юнайтед | 6 | 4 | 0 | 2 | 12 | 4  | +8 | 12 |
| Феєнорд           | 6 | 2 | 1 | 3 | 3  | 7  | −4 | 7  |
| Зоря              | 6 | 0 | 2 | 4 | 2  | 8  | −6 | 2  |

|                   | МЮ  | ФЕН | ФЕЄ | ЗОР |
| ----------------- | --- | --- | --- | --- |
| Манчестер Юнайтед | —   | 4-1 | 4-0 | 1-0 |
| Фенербахче        | 2-1 | —   | 1-0 | 2-0 |
| Феєнорд           | 1-0 | 0-1 | —   | 1-0 |
| Зоря              | 0-2 | 1-1 | 1-1 | —   |

### Група B
| Команда            | І | В | Н | П | ЗМ | ПМ | РМ | О  |
| ------------------ | - | - | - | - | -- | -- | -- | -- |
| АПОЕЛ              | 6 | 4 | 0 | 2 | 8  | 6  | +2 | 12 |
| Олімпіакос (Пірей) | 6 | 2 | 2 | 2 | 7  | 6  | +1 | 8  |
| Янг Бойз           | 6 | 2 | 2 | 2 | 7  | 4  | +3 | 8  |
| Астана             | 6 | 1 | 2 | 3 | 5  | 11 | −6 | 5  |

|              | ОЛІ | АПО | ЯНГ | АСТ |
| ------------ | --- | --- | --- | --- |
| Олімпіакос П | —   | 0-1 | 1-1 | 4-1 |
| АПОЕЛ        | 2-0 | —   | 1-0 | 2-1 |
| Янг Бойз     | 0-1 | 3-1 | —   | 3-0 |
| Астана       | 1-1 | 2-1 | 0-0 | —   |

### Група C
| Команда    | І | В | Н | П | ЗМ | ПМ | РМ | О  |
| ---------- | - | - | - | - | -- | -- | -- | -- |
| Сент-Етьєн | 6 | 3 | 3 | 0 | 8  | 5  | +3 | 12 |
| Андерлехт  | 6 | 3 | 2 | 1 | 16 | 8  | +8 | 11 |
| Майнц 05   | 6 | 2 | 3 | 1 | 8  | 10 | −2 | 9  |
| Габала     | 6 | 0 | 0 | 6 | 5  | 14 | −9 | 0  |

|            | АНД | СЕН | МАЙ | ГАБ |
| ---------- | --- | --- | --- | --- |
| Андерлехт  | —   | 2-3 | 6-1 | 3-1 |
| Сент-Етьєн | 1-1 | —   | 0-0 | 1-0 |
| Майнц 05   | 1-1 | 1-1 | —   | 2-0 |
| Габала     | 1-3 | 1-2 | 2-3 | —   |

### Група D
| Команда             | І | В | Н | П | ЗМ | ПМ | РМ | О  |
| ------------------- | - | - | - | - | -- | -- | -- | -- |
| Зеніт               | 6 | 5 | 0 | 1 | 17 | 8  | +9 | 15 |
| АЗ                  | 6 | 2 | 2 | 2 | 6  | 10 | −4 | 8  |
| Маккабі (Тель-Авів) | 6 | 2 | 1 | 3 | 7  | 9  | −2 | 7  |
| Дандолк             | 6 | 1 | 1 | 4 | 5  | 8  | −3 | 4  |

|             | ЗЕН | АЗ  | МАК | ДАН |
| ----------- | --- | --- | --- | --- |
| Зеніт       | —   | 5-0 | 2-0 | 2-1 |
| АЗ          | 3-2 | —   | 1-2 | 1-1 |
| Маккабі Т-А | 3-4 | 0-0 | —   | 2-1 |
| Дандолк     | 1-2 | 0-1 | 1-0 | —   |

### Група E
| Команда  | І | В | Н | П | ЗМ | ПМ | РМ  | О  |
| -------- | - | - | - | - | -- | -- | --- | -- |
| Рома     | 6 | 3 | 3 | 0 | 16 | 5  | +11 | 12 |
| Астра    | 6 | 2 | 2 | 2 | 7  | 10 | −3  | 8  |
| Вікторія | 6 | 1 | 3 | 2 | 7  | 10 | −3  | 6  |
| Аустрія  | 6 | 1 | 2 | 3 | 11 | 14 | −3  | 5  |

|          | ВІК | РОМ | АУС | АСТ |
| -------- | --- | --- | --- | --- |
| Вікторія | —   | 1-1 | 3-2 | 1-2 |
| Рома     | 4-1 | —   | 3-3 | 4-0 |
| Аустрія  | 0-0 | 2-4 | —   | 1-2 |
| Астра    | 1-1 | 0-0 | 2-3 | —   |

### Група F
| Команда  | І | В | Н | П | ЗМ | ПМ | РМ | О  |
| -------- | - | - | - | - | -- | -- | -- | -- |
| Генк     | 6 | 4 | 0 | 2 | 13 | 9  | +4 | 12 |
| Атлетік  | 6 | 3 | 1 | 2 | 10 | 11 | −1 | 10 |
| Рапід    | 6 | 1 | 3 | 2 | 7  | 8  | −1 | 6  |
| Сассуоло | 6 | 1 | 2 | 3 | 9  | 11 | −2 | 5  |

|          | АТЛ | ГЕН | РАП | САС |
| -------- | --- | --- | --- | --- |
| Атлетік  | —   | 5-3 | 1-0 | 3-2 |
| Генк     | 2-0 | —   | 1-0 | 3-1 |
| Рапід    | 1-1 | 3-2 | —   | 1-1 |
| Сассуоло | 3-0 | 0-2 | 2-2 | —   |

### Група G
| Команда      | І | В | Н | П | ЗМ | ПМ | РМ  | О  |
| ------------ | - | - | - | - | -- | -- | --- | -- |
| Аякс         | 6 | 4 | 2 | 0 | 11 | 6  | +5  | 14 |
| Сельта       | 6 | 2 | 3 | 1 | 10 | 7  | +3  | 9  |
| Стандард     | 6 | 1 | 4 | 1 | 8  | 6  | +2  | 7  |
| Панатінаїкос | 6 | 0 | 1 | 5 | 3  | 13 | −10 | 1  |

|              | АЯК | СТА | СЕЛ | ПАН |
| ------------ | --- | --- | --- | --- |
| Аякс         | —   | 1-0 | 3-2 | 2-0 |
| Стандард     | 1-1 | —   | 1-1 | 2-2 |
| Сельта       | 2-2 | 1-1 | —   | 2-0 |
| Панатінаїкос | 1-2 | 0-3 | 0-2 | —   |

### Група H
| Команда   | І | В | Н | П | ЗМ | ПМ | РМ  | О  |
| --------- | - | - | - | - | -- | -- | --- | -- |
| Шахтар    | 6 | 6 | 0 | 0 | 21 | 5  | +16 | 18 |
| Гент      | 6 | 2 | 2 | 2 | 9  | 13 | −4  | 8  |
| Брага     | 6 | 1 | 3 | 2 | 9  | 11 | −2  | 6  |
| Коньяспор | 6 | 0 | 1 | 5 | 2  | 12 | −10 | 1  |

|           | ШАХ | БРА | ГЕН | КОН |
| --------- | --- | --- | --- | --- |
| Шахтар    | —   | 2-0 | 5-0 | 4-0 |
| Брага     | 2-4 | —   | 1-1 | 3-1 |
| Гент      | 3-5 | 2-2 | —   | 2-0 |
| Коньяспор | 0-1 | 1-1 | 0-1 | —   |

### Група I
| Команда   | І | В | Н | П | ЗМ | ПМ | РМ | О  |
| --------- | - | - | - | - | -- | -- | -- | -- |
| Шальке 04 | 6 | 5 | 0 | 1 | 9  | 3  | +6 | 15 |
| Краснодар | 6 | 2 | 1 | 3 | 8  | 8  | 0  | 7  |
| Ред Булл  | 6 | 2 | 1 | 3 | 6  | 6  | 0  | 7  |
| Ніцца     | 6 | 2 | 0 | 4 | 5  | 11 | −6 | 6  |

|           | ШАЛ | РЕД | КРА | НІЦ |
| --------- | --- | --- | --- | --- |
| Шальке 04 | —   | 3-1 | 2-0 | 2-0 |
| Ред Булл  | 2-0 | —   | 0-1 | 0-1 |
| Краснодар | 0-1 | 1-1 | —   | 5-2 |
| Ніцца     | 0-1 | 0-2 | 2-1 | —   |

### Група J
| Команда    | І | В | Н | П | ЗМ | ПМ | РМ | О  |
| ---------- | - | - | - | - | -- | -- | -- | -- |
| Фіорентіна | 6 | 4 | 1 | 1 | 15 | 6  | +9 | 13 |
| ПАОК       | 6 | 3 | 1 | 2 | 7  | 6  | +1 | 10 |
| Карабах    | 6 | 2 | 1 | 3 | 7  | 12 | −5 | 7  |
| Слован     | 6 | 1 | 1 | 4 | 7  | 12 | −5 | 4  |

|            | ФІО | ПАОК | СЛО | КАР |
| ---------- | --- | ---- | --- | --- |
| Фіорентіна | —   | 2-3  | 3-0 | 5-1 |
| ПАОК       | 0-0 | —    | 2-0 | 0-1 |
| Слован     | 1-3 | 1-2  | —   | 3-0 |
| Карабах    | 1-2 | 2-0  | 2-2 | —   |

### Група K
| Команда             | І | В | Н | П | ЗМ | ПМ | РМ | О  |
| ------------------- | - | - | - | - | -- | -- | -- | -- |
| Спарта              | 6 | 4 | 0 | 2 | 8  | 6  | +2 | 12 |
| Хапоель (Беер-Шева) | 6 | 2 | 2 | 2 | 6  | 6  | 0  | 8  |
| Саутгемптон         | 6 | 2 | 2 | 2 | 6  | 4  | +2 | 8  |
| Інтер               | 6 | 2 | 0 | 4 | 5  | 9  | −4 | 6  |

|             | ІНТ | СПА | САУ | ХАП |
| ----------- | --- | --- | --- | --- |
| Інтер       | —   | 2-1 | 1-0 | 0-2 |
| Спарта      | 3-1 | —   | 1-0 | 2-0 |
| Саутгемптон | 2-1 | 3-0 | —   | 1-1 |
| Хапоель Б-Ш | 3-2 | 0-1 | 0-0 | —   |

### Група L
| Команда     | І | В | Н | П | ЗМ | ПМ | РМ | О  |
| ----------- | - | - | - | - | -- | -- | -- | -- |
| Османлиспор | 6 | 3 | 1 | 2 | 10 | 7  | +3 | 10 |
| Вільярреал  | 6 | 2 | 3 | 1 | 9  | 8  | +1 | 9  |
| Стяуа       | 6 | 1 | 3 | 2 | 5  | 7  | −2 | 6  |
| Цюрих       | 6 | 1 | 3 | 2 | 5  | 7  | −2 | 6  |

|             | ВІЛ | СТЯ | ЦЮР | ОСМ |
| ----------- | --- | --- | --- | --- |
| Вільярреал  | —   | 2-1 | 2-1 | 1-2 |
| Стяуа       | 1-1 | —   | 1-1 | 2-1 |
| Цюрих       | 1-1 | 0-0 | —   | 2-1 |
| Османлиспор | 2-2 | 2-0 | 2-0 | —   |

## Плей-оф
У плей-оф братимуть участь 32 клуби: 24 клуби, що зайняли перші два місця на груповому етапі, і 8 клубів, що зайняли 3-і місця на груповому етапі Ліги чемпіонів.

### 1/16 фіналу
Жеребкування відбулося 12 грудня 2016 року. Перші матчі відбулися 16 лютого, матчі-відповіді — 22–23 лютого 2017 року.
| Команда 1                | Заг.    | Команда 2         | 1-й матч | 2-й матч |
| ------------------------ | ------- | ----------------- | -------- | -------- |
| Атлетік                  | 3:4     | АПОЕЛ             | 3:2      | 0:2      |
| Легія                    | 0:1     | Аякс              | 0:0      | 0:1      |
| Андерлехт                | 3:3 (ч) | Зеніт             | 2:0      | 1:3      |
| Астра                    | 2:3     | Генк              | 2:2      | 0:1      |
| Манчестер Юнайтед        | 4:0     | Сент-Етьєн        | 3:0      | 1:0      |
| Вільярреал               | 1:4     | Рома              | 0:4      | 1:0      |
| Лудогорець               | 1:2     | Копенгаген        | 1:2      | 0:0      |
| Сельта                   | 2:1     | Шахтар            | 0:1      | 2:0 (дч) |
| Олімпіакос (Пірей)       | 3:0     | Османлиспор       | 0:0      | 3:0      |
| Гент                     | 3:2     | Тоттенгем Готспур | 1:0      | 2:2      |
| Ростов                   | 5:1     | Спарта            | 4:0      | 1:1      |
| Краснодар                | 2:1     | Фенербахче        | 1:0      | 1:1      |
| Боруссія (Менхенгладбах) | 4:3     | Фіорентіна        | 0:1      | 4:2      |
| АЗ                       | 2:11    | Ліон              | 1:4      | 1:7      |
| Хапоель (Беер-Шева)      | 2:5     | Бешікташ          | 1:3      | 1:2      |
| ПАОК                     | 1:4     | Шальке 04         | 0:3      | 1:1      |

### 1/8 фіналу
Жеребкування відбулося 24 лютого 2017 року. Перші матчі відбулися 9 березня, матчі-відповіді — 16 березня 2017 року.
| Команда 1          | Заг.    | Команда 2                | 1-й матч | 2-й матч |
| ------------------ | ------- | ------------------------ | -------- | -------- |
| Сельта             | 4:1     | Краснодар                | 2:1      | 2:0      |
| АПОЕЛ              | 0:2     | Андерлехт                | 0:1      | 0:1      |
| Шальке 04          | 3:3 (ч) | Боруссія (Менхенгладбах) | 1:1      | 2:2      |
| Ліон               | 5:4     | Рома                     | 4:2      | 1:2      |
| Ростов             | 1:2     | Манчестер Юнайтед        | 1:1      | 0:1      |
| Олімпіакос (Пірей) | 2:5     | Бешікташ                 | 1:1      | 1:4      |
| Гент               | 3:6     | Генк                     | 2:5      | 1:1      |
| Копенгаген         | 2:3     | Аякс                     | 2:1      | 0:2      |

### 1/4 фіналу
Жеребкування відбулося 17 березня 2017 року. Перші матчі відбулися 13 квітня, матчі-відповіді — 20 квітня 2017 року.
| Команда 1 | Заг.           | Команда 2         | 1-й матч | 2-й матч |
| --------- | -------------- | ----------------- | -------- | -------- |
| Андерлехт | 2:3            | Манчестер Юнайтед | 1:1      | 1:2 (дч) |
| Сельта    | 4:3            | Генк              | 3:2      | 1:1      |
| Аякс      | 4:3            | Шальке 04         | 2:0      | 2:3 (дч) |
| Ліон      | 3:3 (пен. 7:6) | Бешікташ          | 2:1      | 1:2      |

### 1/2 фіналу
Жеребкування відбулося 21 квітня 2017 року. Перші матчі відбуться 3 та 4 травня, матчі-відповіді — 11 травня 2017 року.
| Команда 1 | Заг. | Команда 2         | 1-й матч | 2-й матч |
| --------- | ---- | ----------------- | -------- | -------- |
| Аякс      | 5:4  | Ліон              | 4:1      | 1:3      |
| Сельта    | 1:2  | Манчестер Юнайтед | 0:1      | 1:1      |

### Фінал
| 24 травня 2017 20:45 CEST |

| Аякс | 0:2             | Манчестер Юнайтед      |
| ---- | --------------- | ---------------------- |
|      | Протокол(англ.) | Погба 18' Мхітарян 48' |

| Френдз Арена, Сольна Глядачів: 46 961 Арбітр: Дамир Скомина (Словенія) |

## Бомбардири
| № | Гравець            | Команда           | Голи | ХВ  |
| - | ------------------ | ----------------- | ---- | --- |
| 1 | Едін Джеко         | Рома              | 8    | 524 |
| 1 | Жуліано            | Зеніт             | 8    | 710 |
| 3 | Аріц Адуріс        | Атлетік           | 7    | 484 |
| 4 | Александр Ляказетт | Ліон              | 6    | 537 |
| 4 | Генріх Мхітарян    | Манчестер Юнайтед | 6    | 817 |
| 4 | Каспер Дольберг    | Аякс              | 6    | 933 |
| 7 | Гійом Оаро         | Янг Бойз          | 5    | 342 |
| 7 | Никола Калинич     | Фіорентіна        | 5    | 496 |
| 7 | Лукаш Теодорчик    | Андерлехт         | 5    | 673 |
| 7 | Яго Аспас          | Сельта            | 5    | 865 |
| 7 | Златан Ібрагімович | Манчестер Юнайтед | 5    | 897 |